# Марија Шурочкина
Марија Владимировна Шурочкина (рус. Мари́я Влади́мировна Шу́рочкина; 30. јун 1995, Москва) руска је пливачица синхроног пливања.
Освојила је шест златних медаља на Светским првенствима у воденим спортовима; 3 у 2013. и 3 у 2015. години. Златну медаљу освојила је и 2014, на Европском првенству у воденим спортовима, као и 2 златне медаље на Универзијади 2013. године. Освајач је златне медаље на Олимпијским играма у Рију.
Њена старија сестра је позната руска поп певачица Њуша.